# Kodeks ucznia
Kodeks ucznia – zbiór praw i obowiązków uczniowskich określający relacje między uczniem i nauczycielem w szkolnym procesie edukacyjnym obejmującym kształcenie i wychowanie, respektujący zasadę wspomagania rodziców w dziele wychowania. Znane są dwa kodeksy ucznia opracowane na szczeblu ministerstwa:
- wydany przez Ministerstwo Oświaty i Wychowania 5 września 1975 r.
- wydany przez Ministerstwo Edukacji Narodowej 19 lipca 1988 r.[1]

Powyższe zarządzenie pozbawiono mocy prawnej i zobowiązano poszczególne szkoły do samodzielnego opracowania praw i obowiązków ucznia oraz nagród i kar: „(...) system kar i nagród stosowanych wobec ucznia, określony w statucie szkoły, nie może być sprzeczny z polskim i międzynarodowym prawem w zakresie praw człowieka, obywatela, praw dziecka, z ogólną normą państwa demokratycznego”. Nie jest jednak tak, że szkoły mogą dowolnie regulować w statucie prawa i obowiązki uczniów. Jak bowiem zauważa Mikołaj Wolanin, „szkoły publiczne [...] są [...] związane zasadą legalizmu (czasem nazywaną zasadą praworządności) wyrażaną przez art. 7 Konstytucji Rzeczypospolitej Polskiej [...] To zatem sprawia, że szkoły publiczne, uchwalając swój statut i tym samym regulując kwestię obowiązków osób, które będą się w ich murach uczyły, muszą przestrzegać licznych przepisów prawa, które je obowiązują, w tym także wszelkich konstytucyjnych zasad oraz międzynarodowych praw przewidywanych właściwymi ratyfikowanymi umowami”.
Opracowania te często zamieszczane są w statutach szkół pod nazwą kodeksu ucznia. Współodpowiedzialność Ministerstwa Edukacji Narodowej za wychowanie w placówkach oświatowych ustała z momentem uchylenia „Kodeksu ucznia” na mocy Zarządzenia nr 14 Ministra Edukacji Narodowej z dnia 19 czerwca 1992 roku. Ranga kodeksu ucznia stanowi element dyskusji nad wychowaniem w polskich szkołach.
Podejście do kodeksów ucznia w poszczególnych krajach bywa różne. Przykładowo, w Chicago (USA) „Kodeks Ucznia” dla szkół publicznych ustanawia wydział oświaty tego miasta, który jako organ prowadzący (odpowiednik kuratorium) czuwa zarazem nad przestrzeganiem ustaleń zawartych w tym dokumencie. Ów Kodeks Ucznia musi być zgodny z Kodeksem Szkolnym stanu Illinois. Na uwagę zasługuje fakt, że rodzice z dziećmi otrzymują kopię „Kodeksu Ucznia” wraz z „pokwitowaniem”, na którym są zobowiązani potwierdzić otrzymanie tego dokumentu, oraz złożyć pisemną deklarację przestrzegania zawartych w Kodeksie zasad.
Na ogół kodeksy ucznia występujące w odrębnej postaci składają się ze wstępu (preambuły), praw ucznia, obowiązków ucznia, nagród, kar oraz postanowień końcowych, zgodnie ze swoimi pierwowzorami.